# Étoile de la vaillance militaire
Pour les articles homonymes, voir EVM.
L'Étoile de la vaillance militaire (ÉVM) (Star of Military Valour (SMV) en anglais) est décernée aux membres des Forces canadiennes en reconnaissances de « services éminents accomplis avec courage face à l'ennemi ». Il s'agit de la deuxième plus haute distinction de courage au combat après la Croix de Victoria.
La première ÉVM est décernée le 27 octobre 2006 au sergent Patrick Tower, ÉVM, CD en vertu de ses actes le 3 août 2006 dans la région de Pashmul en Afghanistan.